# Mae-Wan Ho
Mae-Wan Ho (en chino, 何梅灣; pinyin, Hé Méiwān; 12 de noviembre de 1941 – 24 de marzo de 2016) fue una médica, y genetista china; conocida por sus puntos de vista críticos sobre ingeniería genética y la evolución. Fue autora o coautora de varias publicaciones, incluidos diez libros, como The Rainbow and the Worm, the Physics of Organisms (El Arco iris y el Gusano, la Física de los Organismos) (1993, 1998), Genetic Engineering: Dream or Nightmare? (Ingeniería genética: ¿sueño o pesadilla?) (1998, 1999), Living with the Fluid Genome (Viviendo con el Genoma Fluido) (2003) y Living Rainbow H2O (Viviendo el Arco iris de H2O) (2012).
Ho fue criticada por abrazar la pseudociencia.

## Biografía
En 1967, Ho recibió un Ph.D. en bioquímica, por la Universidad de Hong Kong; y, fue becaria postdoctoral en genética bioquímica, Universidad de California en San Diego, entre 1968 a 1972, miembro senior de investigaciones en el Queen Elizabeth College, profesora en genética, desde 1976; y, conferencista en biología, desde 1985, en la Universidad Abierta del Reino Unido, y hasta retirarse en junio de 2000 como profesora visitante de biofísica en la Universidad de Catania, Sicilia.
Ho falleció de cáncer, en abril de 2016.

## Instituto de Ciencia en la Sociedad
Ho fue cofundadora y directora del "Instituto de Ciencia en la Sociedad" (ISIS), un grupo de interés que hace campaña contra lo que considera usos poco éticos de la biotecnología. El grupo publicó sobre cambio climático, OGM, homeopatía, medicina tradicional china, y memoria del agua.
Al revisar tal organización, David Colquhoun acusó al ISIS de promover la pseudociencia y criticó específicamente la comprensión de Ho de la homeopatía.
El instituto ISIS, está en la lista de Quackwatch de organizaciones cuestionables.
En febrero de 2016, ISIS anunció que estaba "terminando" sus actividades debido a la "enfermedad grave" de Mae Wan Ho. Señalaron que el sitio web del "Instituto de la Ciencia en la Sociedad" permanecería como un archivo estático, y no se volvería a circular más informes más allá de fines de marzo de 2016."

## Ingeniería genética
Ho, en conjunto con Joe Cummins de la Universidad de Ontario Occidental, argumentaron una conjetura de que un gen de esterilidad de diseño, en un cultivo, podría transferirse a otros cultivos o  a parientes silvestres y que -"Eso podría comprometer gravemente el rendimiento agronómico de los cultivos convencionales y causar que los parientes silvestres se extinguieran". Argumentaron que ese proceso también podría producir inestabilidades genéticas, que podrían estar "llevando a un colapso catastrófico", y declararon que no hay datos para asegurar que esto no haya sucedido o que no pueda suceder. Esa preocupación contrasta con la razón por la cual se desarrollaron tales plantas estériles, que era para prevenir la transferencia de genes al ambiente impidiendo que las plantas que se reproducen o que reciben esos genes de esterilidad se reproduzcan. De hecho, cualquier gen que causara esterilidad, cuando se transfiere a una nueva especie sería eliminado por selección natural y no podría diseminarse.
Ho expresó su preocupación sobre la propagación de genes alterados a través de una transferencia horizontal de genes y que la alteración experimental de las estructuras genéticas puede estar fuera de control. Una de sus preocupaciones era que un gen resistente a antibióticos que se aisló de bacterias y usado en algunos cultivos MG podría volver a pasar de las plantas por transferencia genética horizontal a diferentes especies de bacterias, porque "si eso sucediera nos dejaría incapacitados para tratar enfermedades importantes como meningitis y E coli." 
Sus puntos de vista fueron publicados en un artículo de opinión, basado en una revisión de la investigación de otros. Y, los argumentos y conclusiones de ese artículo fueron fuertemente criticados por destacados científicos vegetaleas,; y, las afirmaciones del artículo criticadas en detalle, en una respuesta que se publicó en la misma revista, provocando una respuesta de Ho. A review on the topic published in 2008 in the Annual Review of Plant Biology stated that "These speculations have been extensively rebutted by the scientific community".
Ho también ha argumentado que las bacterias podrían adquirir el gen bacteriano barnasa a partir de plantas transgénicas. Este gen mata a cualquier célula que lo exprese y carece de barstar, el inhibidor específico de la actividad de barnasa. En un artículo titulado Chronicle of An Ecological Disaster Foretold (Crónica de un desastre ecológico anunciado), que se publicó en un boletín del ISIS, Ho especuló que si una bacteria adquiría el gen de barnasa y sobrevivía, podía hacer que la bacteria fuera un patógeno más peligroso.

## Evolución
Ho ha afirmado que la evolución es pluralista y no darwiniana, porque hay muchos mecanismos que pueden producir variación en los fenotipos independientemente de la selección natural. Ho ha defendido una forma de evolución lamarckiana. Así, ella fue criticada por la comunidad científica por establecer argumentos hombre de paja en su crítica a la selección natural y apoyar teorías evolutivas desacreditadas.
El paleontólogo Philip Gingerich ha notado que las ideas evolutivas de Ho se basaban en el pensamiento vitalista.

## Obra

### Algunas publicaciones
- Mae-Wan Ho. Living Rainbow H2O, Singapore; River Edge, NJ: World Scientific, 2012. ISBN 978-9814390897.

- Mae-Wan Ho. The Rainbow and the Worm, the Physics of Organisms, Singapore; River Edge, NJ: World Scientific, 1998. ISBN 981-02-4813-X.

- Mae-Wan Ho. Genetic engineering: dream or nightmare? Turning the tide on the brave new world of bad science and big business, New York, NY: Continuum, 2000. ISBN 0-8264-1257-2.

- Mae-Wan Ho. Living with the fluid genome, London, UK: Institute of Science in Society; Penang, Malaysia: Third World Network, 2003. ISBN 0-9544923-0-7.

- Mae-Wan Ho, Sam Burcher, Rhea Gala and Vejko Velkovic. Unraveling AIDS: the independent science and promising alternative therapies, Ridgefield, CT: Vital Health Pub., 2005. ISBN 1-890612-47-2.

- Mae- Wan Ho, Peter Saunders. Beyond Neo-Darwinism: An Introduction to the New Evolutionary Paradigm, London: Academic Press, 1984. ISBN 978-0123500809